# Vincent Paronnaud
Vincent Paronnaud (ur. 20 lutego 1970 w La Rochelle) – francuski reżyser i scenarzysta, rysownik komiksów tworzący pod pseudonimem Winshluss. Jego powieść graficzna Pinokio została uhonorowana Nagrodą za najlepszy komiks na Międzynarodowym Festiwalu Komiksu w Angoulême w 2009 r.

## Filmografia

### reżyser
- Persepolis (2007)

### scenarzysta
- Persepolis  (2007)